# Włodzimierz Łoś (1826–1873)
Włodzimierz Łoś z Grodkowa herbu Dąbrowa (ur. 7 maja 1826 we Lwowie, zm. 20 czerwca 1873 w Bad Ems) – poseł do Sejmu Krajowego Galicji w latach 1867-1873.
Był synem Tadeusza Konstantego (1794, Zadarów–1859), posła Stanów Galicyjskich. W 1867 roku wybrany został posłem do Sejmu Krajowego Galicji II kadencji z I kurii obwodu tarnopolskiego. Wybór powtórzono w roku 1870 na III kadencję, w trakcie jej trwania zmarł, a jego miejsce w Sejmie zajął Kazimierz Szeliski.